# Peter van Bleeck
Peter van Bleeck of Petrus Johannes van Bleeck was een Nederlandse kunstenaar bekend van zijn portretten en mezzotint werken.

## Biografie
Van Bleeck werd geboren in Den Haag. Zijn vader Richard van Bleeck werd zijn leermeester. Waarschijnlijk vertrok hij samen met hem in 1723 naar Londen. Op 10 oktober 1745 trouwde hij met Alice Cony in de St Paul's Cathedral. Uit het huwelijk zijn geen kinderen bekend.
Van Bleeck overlijdt in juli 1764 en wordt begraven op het kerkhof van de middeleeuwse Sint Pancratiuskerk in Londen. Uit een onderzoek uit 1795 kwam naar voren dat zijn graf lag aan de noordzijde van de oorspronkelijke kerk.

## Werk
Van Bleeck werd voornamelijk bekend van portretten van personen uit de Londense theaterwereld, zoals Owen Swiny, Kitty Clive en Margaret Woffington. Zijn werken werden onder meer door de Nederlandse graveur John Faber Jr.. verwerkt in gravures.

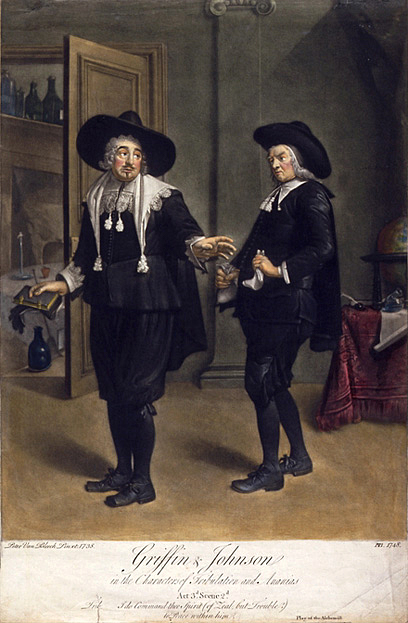
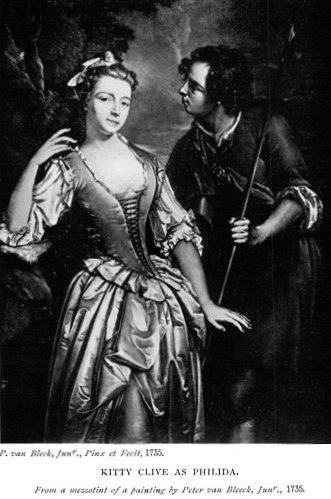
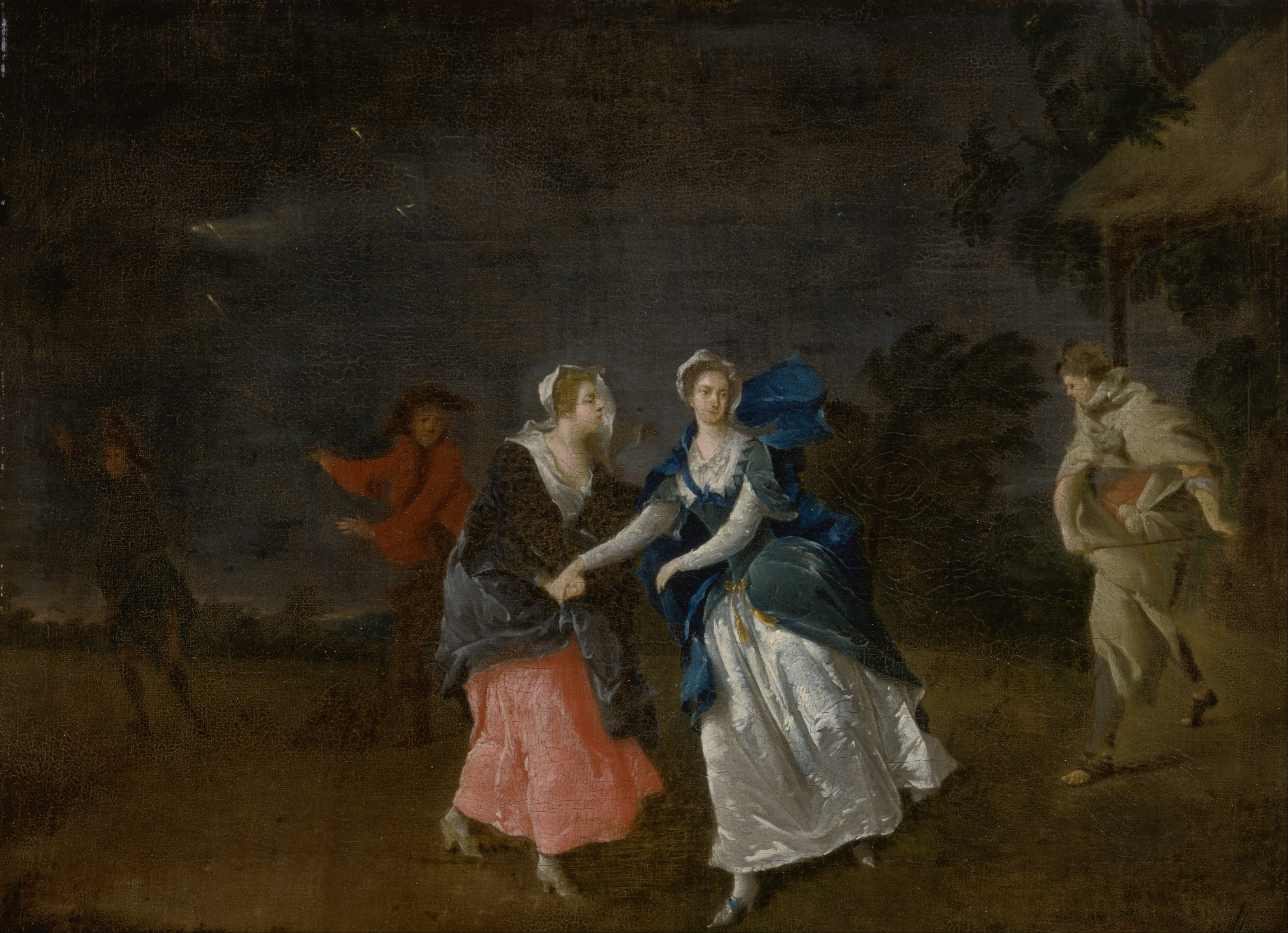

- Bibliothèque nationale de France: cb14967639w (data)
- Biografisch Portaal: 53338031
- Gemeinsame Normdatei: 123018625
- International Standard Name Identifier: 0000 0000 6663 3223
- Library of Congress Control Number: nr2004018111
- RKD-Nederlands Instituut voor Kunstgeschiedenis: 8956
- Union List of Artist Names: 500016456
- Virtual International Authority File: 61820491
- WorldCat: E39PBJrChGcTGQGQdGQmKj74MP